# تاکتابای
تاکتابای (به مجاری:  Taktabáj) یک منطقهٔ مسکونی در مجارستان است که در ناحیه توکای واقع شده‌است.